# Ріпічень (комуна)
Ріпічень, Ріпічені (рум. Ripiceni) — комуна у повіті Ботошані в Румунії. До складу комуни входять такі села (дані про населення за 2002 рік):
- Лехнешть
- Мовіла-Рупте
- Попоая
- Ришка
- Ріпічень (2271 особа)
- Ріпіченій-Векі
- Чингінія

Комуна розташована на відстані 398 км на північ від Бухареста, 42 км на північний схід від Ботошань, 94 км на північ від Ясс.

## Населення
За даними перепису населення 2002 року у комуні проживала 2271 особа. Усі жителі комуни рідною мовою назвали румунську.
Національний склад населення комуни:
| Національність | Кількість осіб | Відсоток |
| -------------- | -------------- | -------- |
| румуни         | 2265           | 99,7%    |
| цигани         | 5              | 0,2%     |
| євреї          | 1              | < 0,1%   |

Склад населення комуни за віросповіданням:
| Релігія       | Кількість осіб | Відсоток |
| ------------- | -------------- | -------- |
| православні   | 2196           | 96,7%    |
| п'ятдесятники | 67             | 3,0%     |
| не релігійні  | 7              | 0,3%     |